# Wilhelm Braune (Oberamtmann)
Wilhelm Braune (* 18. Oktober 1813 in Nimkau, Landkreis Neumarkt, Provinz Schlesien; † 8. April 1862 in Brieg) war ein schlesischer Gutsbesitzer und Verwaltungsbeamter.

## Leben
Wilhelm Braune wurde als Sohn des Königlichen Oberamtmannes und Domänenpächters in Nimkau Ferdinand Braune geboren. Nach dem Abitur an einem Gymnasium in Breslau studierte er an der Rheinischen Friedrich-Wilhelms-Universität Bonn und der Friedrich-Wilhelms-Universität zu Berlin Rechtswissenschaft und Kameralwissenschaft. 1835 wurde er Mitglied des Corps Borussia Bonn. Nach dem Studium wurde er Königlicher Oberamtmann und Gutsbesitzer in Nimkau. Er war Leutnant der Landwehr.